# Университет имени Шахида Бехешти
Университет имени Шахида Бехешти (перс. دانشگاه شهید بهشتی‎ [Dāneshgāh-e Shahid Beheshti]) — государственное высшее учебное заведение в Иране, учебный и научно-исследовательский центр в области инженерии и физических наук. Расположен в городе Тегеран.

## Общие сведения
Основан в 1959 году профессором Тегеранского университета Али Шейхулислами по указу шаха Ирана Мохаммада Реза Пехлеви как Иранский национальный университет по образу и подобию американских частных университетов.
В первый год существования университета на двух факультетах — архитектурно-градостроительном и финансово-экономическом — обучались 174 студента, отобранных по итогам всеиранского конкурса.
В 1983 году Постановлением Высшего совета культурной революции Иранский национальный университет был переименован в Университет имени Шахида Бехешти и назван в честь Сейеда Мохаммада Хосейни-Бехешти, духовного и политического деятеля и революционера, убитого 28 июня 1981 года в результате теракта.
В 1985 году по постановлению Правительства Исламской республики Иран в связи с образованием Министерства здравоохранения и медицинского образования, из университета выделились, став самостоятельным Медицинским университетом им. Шахида Бехешти, лечебный центр, медицинский факультет и факультет протезной ортопедии.
В 2013 году к Университету был присоединен Технологический университет имени Хасана Аббаспура.
В настоящее время университет располагает двумя кампусами.

## Деятельность
В настоящее время Университет реализует 199 программ бакалавриата, 632 магистерские программы и 257 программ PhD, на которых обучаются 17,5 тыс. человек, в том числе по программам бакалавриата — более 8,6 тыс. человек, магистратуры — 7,3 тыс., аспирантуры (PhD) — более 1,5 тыс.

### Образовательная деятельность
По состоянию на июнь 2016 года основной учебный процесс в университете осуществляется на 15 факультетах:
1. Архитектурно-градостроительный факультет.
2. Факультет бизнеса и менеджмента.
3. Факультет биологических наук.
4. Факультет компьютерных наук и инженерии
5. Факультет экономики и политических наук.
6. Факультет энергетики и современных технологий.
7. Факультет геологических наук.
8. Факультет права.
9. Факультет гуманитарных наук.
10. Факультет математических наук.
11. Факультет ядерной технологии.
12. Факультет физического воспитания и спорта.
13. Факультет психологии.
14. Факультет естествознания.
15. Факультет гидроинженерии.

Структура факультетов в целом соответствует основным направлениям образовательной деятельности Университета.

### Научно-исследовательская деятельность
В университете действуют 6 исследовательских институтов: Институт наук об окружающей среде, Институт исследований семьи, Институт растений и лекарств, Институт мозга и когнитивных наук, Институт лазерных и плазменных исследований (волоконная оптика, магнитооптика, неразрушающее тестирование, полимеры и органические материалы фотоники, лазерная спектроскопия). Институт исследований Корана. Также при университете действуют 9 исследовательских центров.